# Perstechnique
Perstechnique (in finlandese Culotecnica) è il quarto album in studio dei Turmion Kätilöt. L'album contiene dieci canzoni da cui è stato commercializzato un singolo: Ihmisixsixsix. Di questo sono stati girati due video, anche in versione censurata per via delle immagini forti contenute. L'album, come il precedente, contiene anche testi in inglese.

## Tracce
1. Grand Ball - 3:36 (in inglese"il Gran Ballo")
2. Ihmisixsixsix - 3:37  ("Umanoseiseisei" ma può essere anche un gioco di parole con l'omofono finlandese "Ihmisiksi", ovvero "Comportati bene!")
3. Suolainen Kapteeni - 4:15  ("Il Capitano Salato")
4. Hanska - 4:07  ("Guanto")
5. Hellbound Earth - 3:21  (in inglese "La Terra stregata dall'Inferno")
6. Lapset ja Vanhemmat - 5:26  ("Figli e Genitori")
7. Herran Toinen Tuleminen - 2:29  ("La Seconda Venuta del Signore")
8. Verta Sataa - 3:39  ("Piove Sangue")
9. Rukoukset Rattoisat - 4:19  ("Le Preghiere Piacevoli")
10. Vedetäänkö vai Ei? - 3:34  ("Ci Ritiriamo o No?" oppure "Ci Ubriachiamo o No?")